# Hugo Restrepo
Hugo Restrepo (Medellín, 15 de març de 1950) és un productor de cinema, crític cultural i escriptor colombià, l'obra del qual ha exercit una profunda influència en el neorealisme colombià i la història intel·lectual moderna. Les seves pel·lícules més destacades són Sumas y restas, Rodrigo D. No Futuro, i La vendedora de rosas, que foren les primeres pel·lícules colombianes que foren exhibides al Festival Internacional de Cinema de Canes. Les idees i els diàlegs presentades a les seves pel·lícules s'han immortalitzat com a part de la cultura popular colombiana, i ha produït ls pel·lícules amb Víctor Gaviria.

## Filmografia
- Habitantes de la noche (1983)
- Rodrigo D. No Futuro (1987)
- La vendedora de rosas (1998)
- Sumas y restas (2004)